# Heidi Lenhart
Heidi Noelle Lenhart (Los Angeles, 22 de Agosto de 1973) é uma atriz estadunidense, mais conhecida por interpretar Jenny Garrison em California Dreams. É filha de Cheryl Saban, ex-modelo da Playboy, com Ray Lenhart; e seu padrasto é Haim Saban, da Saban Entertainment.

## Filmografia

### Televisão
- 2000 Beverly Hills, 90210 como Ellen
- 1999 The Pretender como Carrie
- 1999 Little Men como Isabelle McGregor
- 1998 Fame L. A. como Suzanne Carson
- 1997 Pacific Blue como Sheila Brighton
- 1997 Silk Stalkings como Sarah
- 1996 Night Stand como Chantal Poussay
- 1996 The Burning Zone como Arla McKee
- 1996 Maybe This Time como Monique
- 1996 Eagle Riders como Kelly Jenar
- 1994 California Dreams como Jenny Garrison
- 1994 Honeybee Hutch como Haley

### Cinema
- 2002 Crocodile 2: Death Swamp como Mia
- 1999 Born Bad como Laura
- 1998 Addams Family Reunion como Melinda Adams
- 1997 Red Meat como Mia
- 1995 Deadly Sins como Marie
- 1994 Trigger Fast como Lucille

## Prêmios
| Ano  | Premiação           | Categoria                                     | Indicado(s)                                 | Resultado |
| ---- | ------------------- | --------------------------------------------- | ------------------------------------------- | --------- |
| 1993 | Young Artist Awards | Melhor atriz jovem em nova série de televisão | Heidi Lenhart por California Dreams         | Indicado  |
| 1993 | Young Artist Awards | Melhor elenco jovem em uma série de televisão | Heidi Lenhart e elenco de California Dreams | Indicado  |